# Olof Jernberg

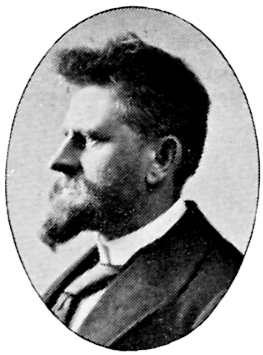
Olof Jernberg.

Olof August Anders Jernberg (Düsseldorf, Flensburger Fjord, 23 mei 1855 - Berlijn, 15 februari 1935 was een Duits kunstschilder. Van 1881 tot 1891 werkte hij regelmatig in Nederland. Hij schilderde in de stijl van de Düsseldorfse School en de Haagse School.

## Leven en werk
Jernberg was de zoon van de naar Duitsland geëmigreerde Zweedse genreschilder August Jernberg. In 1875 ging hij studeren aan de Kunstacademie Düsseldorf, aanvankelijk bij onder andere Andreas Müller, later onder Eugen Dücker. In 1880-1881 verbleef hij samen met de Zweedse kunstschilder Hugo Salmson in Frankrijk, waar hij onder invloed raakte van de School van Barbizon. Tussen 1881 en 1891 maakte hij met name in de zomers vele reizen naar Nederland en verbleef daarbij vaak in de kunstenaarskolonie te Katwijk aan Zee. In 1891 richtte hij met Eugen Kampf, Heinrich Hermanns en zijn vriend Helmuth Liesegang de Düsseldorfse "Lucas-Club" op, later ondergebracht bij de "Freie Vereinigung Düsseldorfer Künstler", waar hij een stijl propageerde die het midden hield tussen het naturalisme en het impressionisme.
Jernberg werkte in de stijl van de Düsseldorfse- en Haagse School, maar gebruikte doorgaans lichtere tonen In Holland schilderde hij veel strand-, duin-, zee- en havengezichten, vaak met figuren in klederdracht. In 1901 werd hij docent aan de Kunstakademie Königsberg en vanaf 1918 tot aan zijn dood werkte hij aan de Berliner Kunstakademie. Hij overleed in 1935 op 79-jarige leeftijd.

## Hollandse werken

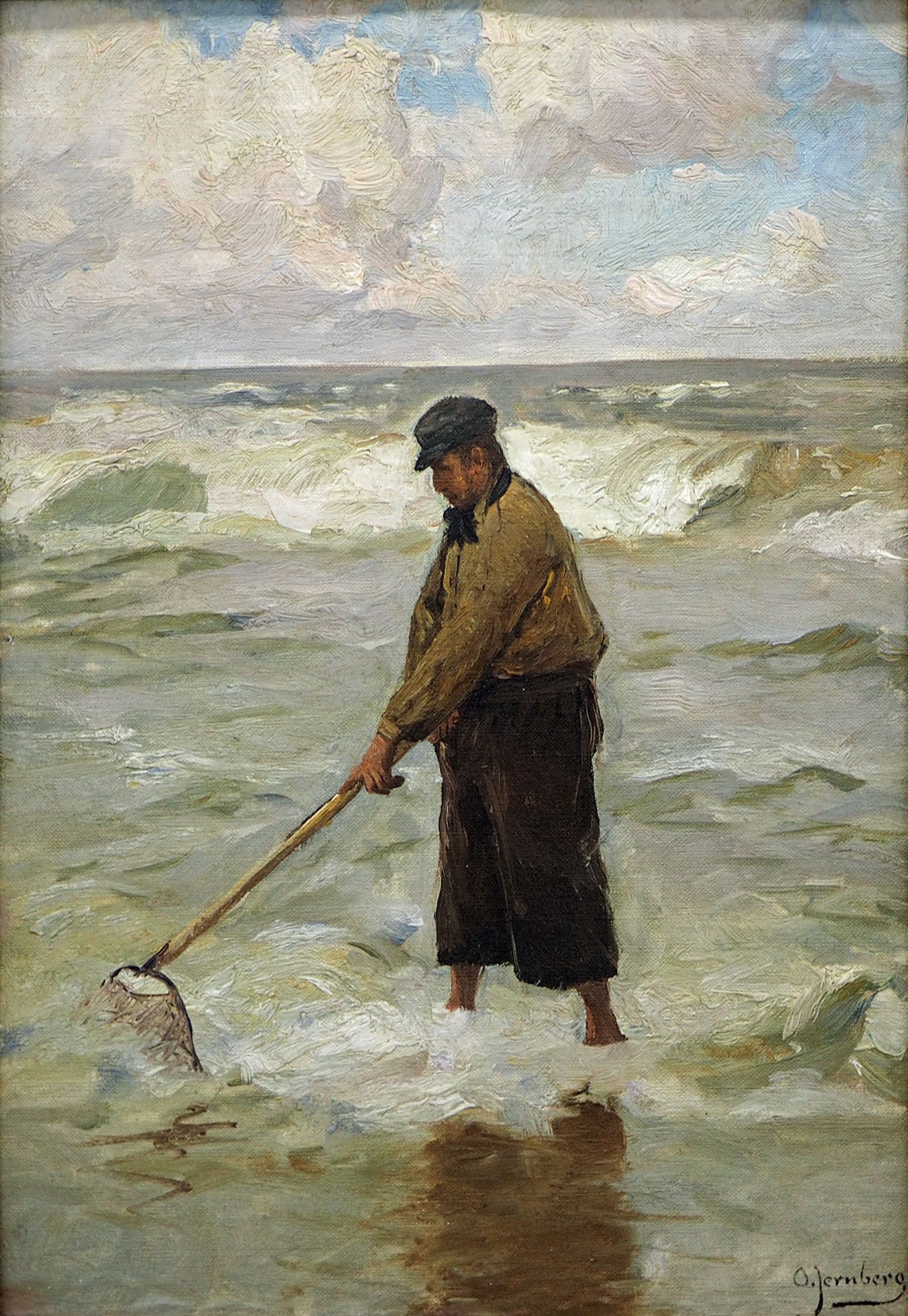
Krabbevisser in de branding
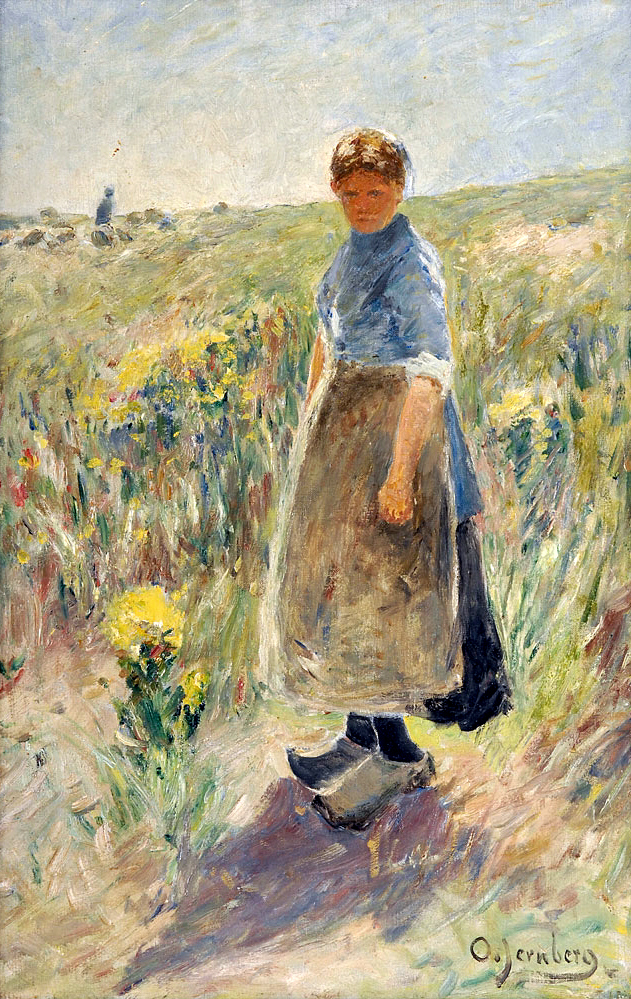
Meisje in de duinen
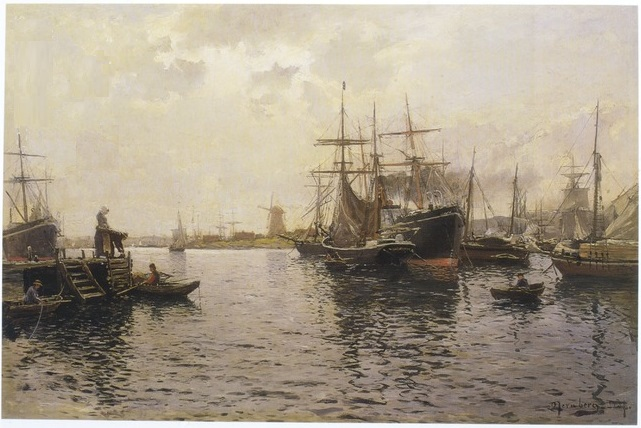
Havengezicht bij Dordrecht
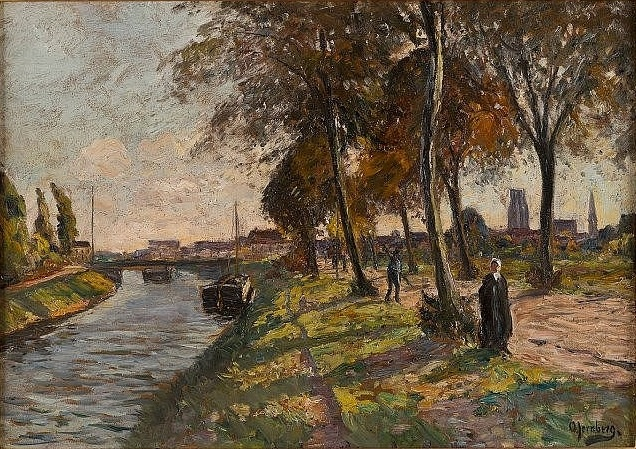
Een zonnige herfstdag in de duinen
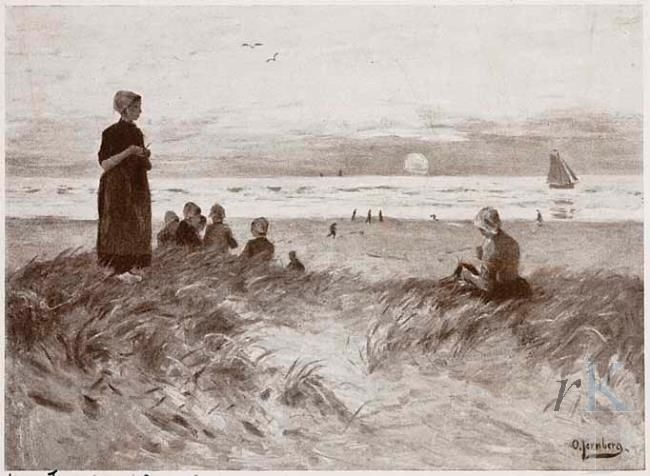
Vissersvrouwen in de duinen
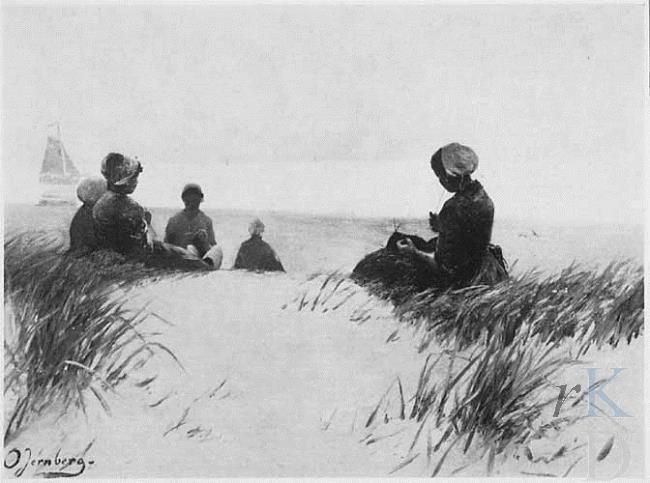
In de duinen